# Thalictrum gibbosum
Thalictrum gibbosum är en ranunkelväxtart som beskrevs av Lecoy.. Thalictrum gibbosum ingår i släktet rutor, och familjen ranunkelväxter. Inga underarter finns listade i Catalogue of Life.